# Perizoma mordax
Perizoma mordax är en fjärilsart som beskrevs av Louis Beethoven Prout 1939. Perizoma mordax ingår i släktet Perizoma och familjen mätare. Inga underarter finns listade i Catalogue of Life.